# Amerioppia barrancensis
Amerioppia barrancensis is een mijtensoort uit de familie van de Oppiidae. De wetenschappelijke naam van de soort is voor het eerst geldig gepubliceerd in 1961 door Hammer.